# América Televisión (Perú)
América Televisión (más conocido como América) es una cadena de televisión abierta peruana, lanzado en 1958. Pertenece a América Multimedia, empresa conjunta formada por los diarios El Comercio (70 %) y La República (30 %)
Desde 1996, es la cadena de televisión de mayor audiencia a nivel nacional, con la única excepción del período comprendido entre julio de 2000 y agosto de 2003. Sus sedes de transmisiones se encuentran en la ciudad de Lima, en el Jr. Montero Rosas (distrito de Lima; área periodística) y, desde junio de 2016, en el distrito de Pachacámac. Posee una señal de noticias de pago, Canal N, el cual emite de forma exclusiva por la operadora Movistar TV.

## Historia

### Primeros años

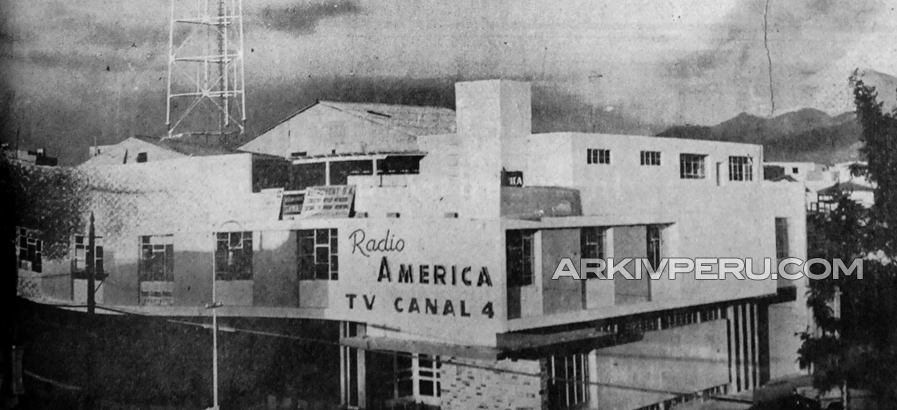
Fachada del estudio original durante su primera emisión televisiva en 1958.

Los orígenes de América Televisión se remontan hacia 1942, cuando se forma la primera cadena radial de capitales privados, la Compañía Peruana de Radiodifusión, S.A., cuyos propietarios eran José Bolívar, Jorge Karković y Antonio Umbert. La cadena se encontraba formada por Radio Lima, Radio América, Radio Callao, Radio Miraflores, Radio Goicochea, Radio Délcar, Radio Universal, Radio Continental de Arequipa, Radio Huancayo, Radio Huánuco y Radio Cuzco (todas desaparecidas excepto Continental y Huancayo). Su lema, en ese tiempo, era La organización de radio más poderosa de la costa del Pacífico Sur. Las principales emisoras de la red eran Radio Lima y Radio América.
Entre 1943 y 1945, tuvieron lugar varios cambios en la empresa. Radio Miraflores y Radio Callao se separan de la red, Radio Lima sería vendida a los hermanos Aramburú; Bolívar y Karković se retiran de la compañía en 1944, Radio América pasaría a manos de Antonio Umbert y Nicanor González Vásquez, posteriores fundadores del canal de televisión, y Radio Goicochea sería vendida a Genaro Delgado Brandt quien, luego, relanzaría la estación como Radio Central.
A inicios de 1955, Nicanor González y Antonio Umbert obtuvieron una licencia para explotar la frecuencia 4 (66-72 MHz) de la banda VHF (canal 4). Los equipos fueron adquiridos de la Radio Corporation of America, mientras que la ayuda técnica y de producción fueron adquiridos de la NBC. 
Así, luego de la construcción de la sede en la esquina de Montero Rosas y Mariano Carranza en la urbanización Santa Beatriz, la instalación de los equipos de estudio, de transmisión, la antena de 132 metros de alto y algunos retrasos técnicos, el Canal 4 inició sus transmisiones de prueba el 27 de octubre de 1958 a través de una emisión de poco más de cinco minutos donde se entrevistó en los estudios del canal a la colombiana Luz Marina Zuluaga, ganadora del certamen Miss Universo. Posteriormente, se realizaron otras transmisiones en las que se difundieron la apertura de un fardo funerario en la Facultad de Medicina de la Universidad de San Marcos, una corrida de toros y el sorteo de orden de partida de los coches del II Gran Premio Internacional República del Perú; a realizarse en Lima en aquellos días. Tras lo cual, ya quedó todo listo para la inauguración el lunes 15 de diciembre de 1958, cuando comienza a emitir de forma oficial América Televisión (llamándose el día de su debut, Radio América TV Canal 4) en Lima, utilizando como ID la sonata para piano N.º14, conocida como "Claro de Luna" de Ludwig van Beethoven en versión de Joe Reichman, melodía característica de Radio América. La gran ceremonia de inauguración, ampliamente difundida por la prensa limeña, contó con la presencia del entonces Presidente de la República Manuel Prado Ugarteche. El espectáculo artístico estuvo a cargo de cantantes criollos y artistas internacionales como Raúl "Show" Moreno, Ketty Dyer, Piero Solari, Los Troveros Criollos, Fiesta Criolla y la Orquesta de Carlos Pickling, entre otros. Luego, se emitió la película Sólo los ángeles tienen alas con Cary Grant y Rita Hayworth. La programación de los primeros días iniciaba a las 7 de la noche con dibujos animados, a las 7.30 El sheriff de Cochise y luego seguían, intercalándose, Jim de la selva o Sheena, la reina de la selva, posteriormente algún programa de variedades con estrellas del medio local o en su defecto un teleteatro de procedencia extranjera, a las 10 de la noche un noticiero fílmico de 15 minutos que llegaba también del exterior y finalmente un largometraje de cierre. La primera transmisión de exteriores fue un partido de fútbol desde el Estadio Nacional. Las transmisiones eran emitidas en directo debido a la inexistencia de videograbadoras en la industria televisiva peruana; recién en 1961 se contaron con dichas videograbadoras. En 1959, se produjo el primer programa de ficción de la televisión peruana, Bar Cristal.

### Década de 1960
A comienzos de la década de 1960, el canal amplia sus instalaciones y adquiere nuevos equipos como uno de los primeros sistemas de grabación de vídeo, con lo que pudo ampliar su programación a las ciudades del interior, iniciando su expansión primero con una repetidora en Huacho al norte de Lima y luego con completas estaciones filiales tales como el canal 6 de Arequipa, canal 6 de Trujillo, canal 2 de Piura y el canal 4 de Chiclayo las que contaban con estudios y plantel artístico o periodístico propios. 
En 1962, adquirió el canal 9 de Lima para relanzarlo como un anexo de América Televisión, pero en 1971, el entonces gerente Nicanor González, decidió detener las transmisiones indefinidamente para evitar una expropiación por parte del gobierno militar.
En 1964 cambia de logo y denominación a «Canal Cuatro». En esta época el dúo formado por los hermanos mexicanos Rodolfo y Ramón Rey, conocidos por la teleaudiencia como Cachirulo y Copetón, gozaba de gran popularidad. También es el inicio de la recordada era de Johnny Salim, más conocido como el Tío Johnny, quien se convertiría en un gran conductor de programas infantiles. En los programas de variedades y concursos, se destacaban los conducidos por Kiko Ledgard (quien luego pasaría al canal 5) y Luis Ángel "Rulito" Pinasco; los noticieros eran encabezados por Arturo Pomar. Al finalizar la década, en 1969 el canal estrenó un nuevo logo. Algunos eventos destacados de la época fueron las transmisiones en vivo vía satélite de la llegada del hombre a la Luna y, desde Buenos Aires, el encuentro de fútbol entre Argentina y Perú donde se logró la clasificación al mundial de México 1970.

### Década de 1970
Luis Ángel Pinasco crea una productora que se encargaría de transmitir los partidos de la Selección Peruana de Fútbol, por lo cual el canal recibe los derechos de emisión de la Copa Mundial de Fútbol de México 1970, la primera emitida en directo en Perú.  
En el ámbito del entretenimiento, se integra el humorista Tulio Loza mientras que los programas diurnos de Carmela Rey y Linda Guzmán capturaban la audiencia femenina. En la sección informativa, se integra a la conducción Sonia Oquendo y se agrega en el noticiario un segmento en quechua.[cita requerida] Es también la etapa del inicio de la emisión de las telenovelas mexicanas de Televisa y del debut de la joven bailarina y actriz Yola Polastri como animadora infantil quien rápidamente se volvería muy popular. 
En 1974, como consecuencia de la expropiación del 51% de las acciones del canal por parte de la dictadura militar encabezada por Juan Velasco Alvarado, se forma, junto a Panamericana Televisión, la productora de contenidos Telecentro. También emitiría el Mundial de Alemania 1974.
En 1977, Pablo de Madalengoitia da inicio a Lo que vale el saber, un programa de concursos con un premio millonario a quien responda una lista seleccionada de preguntas y el canal lanzó una nueva imagen corporativa pasando a denominarse «américa televisión».
A mediados de 1978, se inicia oficialmente las transmisiones en color con la emisión en vivo de los partidos del Mundial de Fútbol Argentina 1978 en Lima y en algunas provincias del país. En 1979 inició la emisión de El Chavo del 8.

### Década de 1980
En 1980, tras el fin de la dictadura la sociedad Telecentro es abolida y los canales de televisión vuelven a competir libremente. 
En 1982, el programa Tulio de América a Cholocolor, dirigido por Tulio Loza, obtiene éxitos de audiencia dentro del canal. En el ámbito deportivo, el canal lanza un anuncio publicitario para apoyar a la selección de fútbol rumbo al mundial de España 1982 (el cual fue popularmente llamado el spot del toro). Pablo de Madalengoitia se consolida con su propio programa de concursos, "La pregunta de los S/. 10 Millones" que luego aumentó a 25 millones de soles. Asimismo en 1983, Eduardo Lores lanzó un recordado programa cultural, Luces de la ciudad, que fue un precedente en tal género al emitirse por varios meses, a pesar de ser superado por su contemporáneo Presencia cultural. Hacia 1984 los programas Hola Yola, Los Detectitlocos, sábados de Belmont y Enhorabuena con Jorge Henderson obtenían gran popularidad. 
En el transcurso de la década, series animadas como La Abeja Maya, Los Pitufos, He Man, Mi pequeño Pony, Kissyfur, Las aventuras de Gigi y principalmente Thundercats eran los más vistos en la audiencia infantil. Sin embargo, la televisora atravesaba por dificultades económicas debido a la situación económica crítica del Perú en esos años que incluso en alguna ocasión llevaron a sus trabajadores no pagados a declararse en huelga.
En 1986, Luis Ángel Pinasco y Sonia Oquendo obtuvieron gran éxito con su programa concurso y de variedades Triki Trak que se mantuvo hasta 1992 en el aire. Para los Juegos Olímpicos de Seúl 1988, América Televisión emite cada partido de la selección nacional de Voleibol, la cual logra conseguir la medalla de plata en la justa deportiva. El 15 de diciembre de 1988, con ocasión del 30.º aniversario del canal, se inaugura el "Estudio 4" en Barranco (que fue anteriormente un cine), con la presencia de autoridades, artistas y empresarios; este fue el centro de producción de contenidos de la televisora durante casi 3 décadas. Hacia 1989 los programas Casino 4 con Johnny López, Papá soltero, Dr. Cándido Pérez, sábado sensacional en América y el noticiero Primera Plana gozaban de gran popularidad.

### Década de 1990
En 1990 el canal fue adquirido gradualmente por la Sociedad Anónima de Administración y Gerencia (SAAG), una extinta sociedad administradora de fondos de inversión conformada por varios grupos empresariales como la Familia Miró Quesada que son dueños también del Grupo El Comercio (volverían a administrar el canal 13 años después), el Banco Wiese (hoy Scotiabank), entre otros; con el objetivo inicial de apoyar la candidatura del FREDEMO en las elecciones generales de 1990. En enero de 1990 América televisión inicia sus transmisiones vía satélite y poco después ingresan a la programación nuevos programas como ¡Anabel! y el periodístico La revista dominical con Nicolás Lúcar.
Durante ese lapso de tiempo, las telenovelas mexicanas de Televisa ocupan gran parte de la programación. En 1992, Televisa adquirió el 42 % de América Televisión y que, en un acuerdo con SAAG, controlaría el 72 % del canal. En el ámbito informativo, se consolidan las posiciones de los periodistas Pablo Cateriano y Claudia Doig en el telediario Primera Plana que luego se convertiría en América Noticias, junto a Federico Salazar y Sol Carreño en la edición matutina Primera Edición. En la sección humorística, Tulio Loza vuelve en 1993 con una nueva versión del programa Tulio de América a Cholocolor y, en 1997, se le rebautiza como Cholo Show. Gisela Valcárcel firma un contrato con el canal para conducir su propio programa al mediodía, Gisela en América, entre 1993 y 1997, el cual consistía en concursos telefónicos, junto a entrevistas a celebridades nacionales e internacionales. En 1994, el empresario peruano José Enrique Crousillat, cercano a los Azcárraga, se volvió administrador de América Televisión, mientras mantiene la afiliación con Televisa por 10 años más. Al año siguiente, la empresa de la familia Crousillat, Perú Visión, adquirió la mayoría de las acciones del canal, entonces propiedad de Televisa. Entre 1996 y 1997, América Televisión empezó a posicionarse en el primer lugar en audiencia por primera vez desde su fundación (que mantuvo hasta julio del 2000) al ganar a su principal competencia Panamericana Televisión, después de que esta ocupase el primer lugar por 37 años seguidos, incluido el periodo entre 2000 a 2003. Según Ibope Media, el canal contó con 14 de 20 programas de televisión con mayor audiencia en 1999.
A fines de 1997, se funda la productora de telenovelas y películas América Producciones, propiedad de los Crousillat. 
En el ámbito infantil, en 1994, el canal decidió retirar a Yola Polastri, que fuera conductora por dos décadas, debido a que no podía encontrar un formato similar. Desde entonces Polastri no volvió a conducir un programa similar (falleció en 2024). Al año siguiente, Karina Rivera y Ricardo Bonilla inician el programa infantil Karina y Timoteo. En 1996 se estrena un bloque de programación llamado El show del chavo. En enero de 1998, comienza transmisiones el programa infantojuvenil Vacaciones con Parchís. Aquellos programas contenedores solían emitir populares animes como Dragon Ball y sus posteriores secuelas, Gatos Samurai, Lady Oscar, Los Caballeros del Zodiaco, Sailor Moon, Samed, el duende mágico, Supercampeones, entre otros. 
Dentro del ámbito del entretenimiento, La Chola Chabuca, personaje interpretado por Ernesto Pimentel, genera un gran nivel de audiencia entre 1997 y 1999 con su programa ¡Chola de Miér...coles!. En 1998, se estrena Laura en América, el cual ha sido el programa más polémico y controversial de la historia del canal. Fue conducido por Laura Bozzo y emitido con gran audiencia nacional e internacional desde 1998 hasta 2001.

### Crisis institucional del canal (2000-2003)
Después del descubrimiento de los Vladivideos y el final del tercer gobierno fujimorista, el canal perdió credibilidad ante todo el Perú, al saberse que entre los sobornados estaban los propietarios del canal. Como consecuencia de aquello, José Enrique Crousillat se fuga a Argentina junto a su hijo y también entonces administrador del canal, José Francisco Crousillat Carreño.
A inicios de 2002, las hijas de José Enrique Crousillat toman posesión de la administración del canal, con María Soledad Crousillat Carreño como presidenta de directorio y el chileno Marcos Assadi como gerente general. Durante ese periodo, América Televisión ya había perdido el primer lugar de sintonía para regresar a ser entre el segundo y tercer lugar en audiencia frente a su clásico rival Panamericana Televisión, tomando en cuenta que antes de ello, en diciembre de 2001, dicho canal entra en un proceso de insolvencia por Indecopi. Los acreedores del canal tomaron el control de esta luego de que Indecopi la declarara en insolvencia en enero de 2002 y luego del final de la nueva administración Crousillat a finales de abril del mismo año. El resultado fue la expulsión de la familia Crousillat de la junta de acreedores de la Compañía Peruana de Radiodifusión. En ese tiempo (2002), asumió temporalmente a Jaime Crosby como administrador.
A pesar de la compra por parte de un nuevo conglomerado de medios, la familia Crousillat no reconoció tal medida e, inclusive, alertaron a Julio Mario Santo Domingo por un supuesto complot del presidente Alejandro Toledo en el procedimiento legal, controversia que permaneció en la década siguiente.

### Relanzamiento del canal (2003-2010)
En enero del 2003, se forma el Grupo Plural TV (formado por los propietarios de los diarios El Comercio y La República y anteriormente del canal Caracol de Colombia) el cual decide comprar la deuda con los acreedores del canal del mundo y consiguiendo reposicionar a América a nivel nacional con un nuevo logotipo, gráfica y spot institucional (América, siempre en tu vida, utilizado hasta 2016, tomando como referencia el anterior spot del 2000 al 2002 de América es parte de tu vida).  Para conseguirlo, inyectaron una gran cantidad de dinero para esta tarea (inicialmente el 60 % de la deuda). Asimismo, el mismo consorcio se encargó de renovar el área informativa realizando una reingeniería total en cuanto a detalles gráficos, escenografías y cortinas musicales.
Para salir de la situación deficitaria en que se encontraba la televisora, la nueva administración contrata a Eric Jurgensen quien asume los cargos de Gerente General y Director de Programación. El ejecutivo ya contaba con entonces 25 años de experiencia en el manejo y dirección de canales de televisión ya que fue el encargado de relanzar televisoras en Bolivia y Paraguay. La junta de acreedores se mantuvo como accionistas minoritarios del canal hasta que dicha junta se disolvió en 2011.
Con la nueva directiva, el Grupo Plural TV compró los derechos de emisión de la selección peruana de fútbol para las eliminatorias del mundial Alemania 2006 y renovó de forma indefinida la representación exclusiva de Televisa en el país. Cabe resaltar que algunas telenovelas producidas por la cadena Televisa fueron estrenadas por América Televisión antes de ser emitidas por el Canal de las Estrellas de México, entre ellas están: Bajo la misma piel, Amar otra vez y El amor no tiene precio. Esta alianza fue uno de los mayores éxitos del canal bajo la era Jurgensen.
A raíz de los acontecimientos nefastos que tenía su rival, Panamericana Televisión tras la llegada del genarismo (concluyendo dicha situación el 8 de junio del 2009 con el regreso de Ernesto Schütz Freundt y su familia al canal de la Esquina de la Televisión), durante el periodo de julio a noviembre de 2003, el canal empieza a tomar ventaja de dichos acontecimientos y va recuperando gradualmente su primer lugar de sintonía (abandonado en el 2000) para el mismo año. Según información entregada a la Superintendencia del Mercado de Valores en 2018, el canal fue uno de sus mayores ingresos del Grupo El Comercio, dueño del 70 % de Plural TV, debido a su mayor audiencia durante el horario central (19 a 23 horas).
Los comediantes Guillermo Rossini, Fernando Armas y Hernán Vidaurre (conductores de 24 Minutos de Panamericana Televisión) realizaron el mismo formato de presentar las noticias e imitar con sus voces a diversos personajes políticos en Notiríase entre 2003 y 2004.
Bruno Pinasco presenta Cinescape, un programa dedicado a las películas y al mundo del cine. Se mantuvo ese nombre tras el cambio de televisora debido a que el propio Pinasco y su productora Flash Back tienen la patente del nombre del programa tras ganar un juicio contra Genaro Delgado Parker que quería la patente de Cinescape a nombre de Panamericana Televisión, a la vez que les debían dinero. 
El cantante y animador Raúl Romero (conductor de R con Erre de Panamericana Televisión) prosiguió con su programa concurso diario bajo una nueva marca, Habacilar el cual debutó el 1 de diciembre de 2003 y culminó el 26 de julio de 2011.
Casi todo el elenco de la popular teleserie 1000 Oficios (producida por Panamericana Televisión), encabezados por el productor Efraín "Betito" Aguilar y el guionista José "Gigio" Aranda (responsables de su éxito) firmaron con América Televisión a inicios de 2004 para grabar la serie Así es la vida. Posteriormente, Adolfo Chuiman (protagonista de 1000 Oficios) se incorporó a la serie en 2006 para hacer el papel de Roberto Sánchez "El gato". Así es la vida contó con cinco temporadas, inició el 22 de marzo de 2004 y duró hasta el 14 de noviembre de 2008, ocupando el horario de las 8 p. m..
En 2004, regresa América Noticias - Primera Edición bajo la presentación de los mismos conductores quienes laboraron desde junio de 2003 en el noticiero antecesor Un Nuevo Día, Federico Salazar (quien ya había conducido el mismo informativo en la era Crousillat y entre 2001 y 2003 estuvo en la conducción del noticiero Buenos días, Perú de Panamericana Televisión) y Verónica Linares (quién era reportera del mismo canal). Este noticiero cuenta con el bloque de espectáculos, el cual era presentado en ese entonces por Fiorella Rodríguez quien trabajó hasta finales del año 2005, y posteriormente volvió en 2010 y laboró hasta el 2015. Entre 2006 y 2010, Johanna San Miguel condujo el bloque de espectáculos. A partir del año 2015 hasta la actualidad, Rebeca Escribens es la conductora del bloque de espectáculos.
A fines de julio de 2004, Radio América deja de transmitir su señal tras 60 años. A comienzos de marzo de ese año, toda su programación fue levantada del aire debido a que su frecuencia fue vendida al Grupo RPP. En ese entonces, la radio transmitía música continuada del mismo formato sin programación hasta el final. Para 2021, su frecuencia pertenece a Radio Corazón. Además, el canal adquirió los derechos de la Copa América de ese año, con algunos eventos que fueron retransmitidos en TV Perú.
El 2 de agosto de 2004, Rosa María Palacios debutó en la conducción del programa de corte político Prensa libre, el cual se emitió hasta el 27 de junio de 2011, ocupando diariamente el horario de las 11 p. m..
El 8 de noviembre de 2004, se estrenó el programa Lima Limón, el cual duró hasta diciembre del año 2011. Inicialmente el magacín estuvo bajo la conducción de Laura Huarcayo y Carlos Alcántara. Tras la salida de este último en el transcurso de 2005, ingresó "La Carlota" caracterizada por Carlos Vílchez y formó dupla con Laura Huarcayo hasta el año 2010. 
Entre 2005 y 2011, el programa cómico sabatino estelar Risas de América se renombró como Recargados de risa y el elenco estuvo conformado por: Mariella Zanetti, Karen Dejo, Óscar Gayoso, Edwin Sierra, Martín Farfán, Silvia Bardales, Gino Arévalo, Luigui Carbajal, Ernesto Pimentel, Liliana Mass, entre otros. Años más tarde, se unirían Karla Tarazona, Jhoany Vegas, Dorita Orbegoso, Leslie Moscoso, Ricky Trevitazzo, Leysi Suárez, María Victoria Santana, entre otros. Durante el año 2006, dentro del mismo programa cómico se transmitió el espacio titulado Recargados de cholas, el cual fue conducido por Ernesto Pimentel con su personaje de La chola Chabuca. Dicho espacio se realizaba en vivo todos los sábados y se diferenciaba del humor habitual ya que contaba con múltiples concursos, entrevistas, musicales y también se abordaban temas sociales. 
Desde inicios de 2006, el canal crea sus propios indicadores de edades que aparecen cada vez que se inicia la transmisión de cualquier programa, noticiero, series, telenovelas y películas, aparecen clasificadores de edades para advertir a los televidentes: PG (Público en general), GP (Guía Paterna), 14+ (Mayores de esta edad), y 18+ (Mayores de esta edad), reemplazando a los indicadores de clasificación de edades patentado por el gobierno peruano en 2002. Ese mismo año, se estrenó la serie juvenil Esta sociedad, cuya primera temporada contó con 17 episodios y se emitió entre el 26 de agosto hasta el 16 de diciembre durante los días sábados en el horario de las 8 p. m..
A finales de ese mismo año, por la celebración de los 48 años del canal, se emitió el especial titulado La imagen de tu vida y fue conducido por Johanna San Miguel y Luis Ángel Pinasco. 
A inicios de 2007, se estrenaron nuevas miniseries como Perú campeón, Baila reggaetón y Rita y yo, las cuales ocuparon el horario de las 8 p. m.., previo al retorno de la serie Así es la vida en su cuarta temporada.
El 20 de octubre de ese mismo año, se estrenó el programa sabatino El reventón de los sábados, el cual se enfocó en entretenimiento musical y también aborbada temas sociales. El programa fue conucido por Ernesto Pimentel caracterizado con su personaje de La chola Chabuca, y se transmitía en vivo. Por su parte, el actor continuó formando parte del elenco del programa cómico Recargados de risa interpretando a sus personajes de La chola Chabuca y La tía Zoila. 
En 2008, la cadena estrena la telenovela La rosa de Guadalupe, producida por Televisa. Entre el 10 de mayo y el 27 de septiembre de ese año, América emitió nuevamente los días sábados la serie juvenil Esta sociedad en su segunda temporada a la medianoche. Ese mismo año, la emisora organizó un homenaje al actor Roberto Gómez Bolaños quien estuvo acompañado de la también actriz Florinda Meza. La ceremonia fue emitida bajo el nombre de Homenaje a Chespirito y se realizó dentro del "Estudio 4" de Barranco, con múltiples artistas de América Televisión interpretando a varios personajes creados por el cómico a manera de tributo en una puesta de escena. El bloque fue conducido por el periodista Federico Salazar y también contó con la presencia de Eric Jurguensen y Luis Miró Quesada. 
En 2009 se lanzó la serie Al fondo hay sitio, en reemplazo de Así es la vida. Se encontraba bajo la producción de Efraín Aguilar, mientras que Gigio Aranda se encargada de la redacción de guiones. Ese mismo año, El show de los sueños se estrena en la programación, bajo la conducción de Gisela Valcárcel.

### Década de 2010
Para 2010, se lanzó el programa El gran show centrado únicamente en baile, el cual fue conducido por Gisela Valcárcel, y que contó con la presencia de los jurados como Pachi Valle-Riestra y Morella Petrozzi. A fines de 2010, el programa periodístico Domingo al día, bajo la conducción de Fernanda Kanno se renovó y se estrenó América Noticias Edición Dominical.
En 2010, América Televisión forma una alianza con Del Barrio Producciones para la transmisión y coproducción de series y telenovelas para el canal. La primera producción tras el acuerdo fue Puro corazón, que se estrenó el 4 de enero de 2010 en el horario de las 8:00pm. previo al retorno de la segunda temporada de Al fondo hay sitio, y meses después el 30 de agosto de 2010 se lanzó la serie Matadoras la cual fue emitida en el horario de las 9:00pm. De ahí se estrenó Yo no me llamo Natacha, la cual fue emitida con dos temporadas en el horario de las 8:00pm., también previo al regreso de Al fondo hay sitio. Luego, se estrenó Mi amor el wachimán con tres temporadas ocupando el horario de las 9:00pm.
En 2011, América duplicó su porcentaje de producción nacional. Programas como Al fondo hay sitio, Habacilar, Lima limón, Recargados de risa, El reventón de los sábados, América Kids, La AKdemia, Cinescape, TEC y El gran show regresan por una nueva temporada. Nuevas series y miniseries como Tribulación, Yo no me llamo Natacha y Gamarra hacen su debut; mientras que el millonario y controvertido remake de la telenovela La Perricholi, con escenas subidas de tono, se estrenó a mediados de año. Para la temporada de verano, Erick Elera y Nataniel Sánchez tuvieron a su cargo Very Verano, un programa de concursos que sustituyó temporalmente a Habacilar. De igual manera, sustituyendo temporalmente a El Gran Show los días sábados, Johanna San Miguel regresó a las pantallas de América con Minuto para ganar que después se trasladó a los días domingos y posteriormente de lunes a viernes. De igual forma, ante la renuncia de Laura Huarcayo, Johanna San Miguel fue presentada como la nueva conductora de Lima Limón. Sin embargo, la noticia más grande fue la incursión del renombrado chef Gastón Acurio con la serie de telerrealidad MasterChef Perú, el cual se transmitió los domingos a las 6:30pm.
En 2012, se estrenan nuevos programas Dos sapos y una reina bajo la conducción de Maju Mantilla junto con Joselito Carrera y Roger del Águila, Operación triunfo presentado por Gisela Valcárcel y Dos para las siete (a los pocos meses se renombró como Esto es guerra) por Mathias Brivio y Johanna San Miguel. A la vez, se añade el renombramiento de los programas sabatinos El reventón de los sábados y Recargados de risa como Súper sábado y Risas de América (título que retomó después de ocho años), respectivamente. Durante este año, el programa Minuto para ganar continuó emitiéndose los días domingos y ahora estuvo bajo la conducción de Magdyel Ugaz. 
El 20 de junio, el exempresario del canal, José Enrique Crousillat, anunció que vendería sus acciones del canal al Estado peruano. Luego, el 10 de julio de 2012, el juez Daniel Morales Córdova aceptó la solicitud de Crousillat que le devolvería la administración del canal 4 de Lima, en la cual pagaría los S/. 80 millones de deuda. Esos hechos fueron desmentidos por los actuales operarios del canal y las autoridades correspondientes. De hecho, el expresidente de la disuelta Junta de Acreedores, Gonzalo de las Casas, señaló que el Poder Judicial quitó la propiedad a Crousillat desde 2006.
Del 27 de julio al 12 de agosto de 2012 se transmitieron Juegos Olímpicos Londres 2012, cuya cobertura causó polémica a nivel nacional al interrumpir la ceremonia de inauguración con el programa Esto es guerra, además de no emitir en vivo los eventos del certamen. Luego de la clausura de las Olimpiadas, el canal retoma su programación habitual y renueva su imagen corporativa con nuevo paquete gráfico, junto con el anuncio de la telenovela La Faraona (centrada en la vida de Marisol) que se estrenó el 27 de agosto de 2012.
Se anunció el regreso de El gran show conducido por Gisela Valcárcel el 25 de agosto de 2012, luego de la finalización de Operación triunfo el 18 de agosto de 2012. La renovación de temporada del Gran Show fue aprobada ya que OT Perú sufría de baja audiencia.
En noviembre de 2012, América Televisión se convierte en la primera empresa televisora embajadora de la Marca Perú.
En 2013 la televisora lanzó Fusión, un canal de pago dedicado a la gastronomía peruana, el cual fue cerrado en 2015 por baja audiencia. En noviembre de ese mismo año, el programa Minuto para ganar retorna a la programación ahora titulado Minuto para ganar vip, el cual continuó los días domingos pero ahora bajo la conducción de Mathías Brivio y se enfocó en la participación de diversos artistas del canal en los juegos con el fin de ayudar a personas e instituciones que requieran apoyo económico.
En 2014, América Televisión adquirió los derechos de transmisión de los partidos de la Copa Movistar después de 12 años de haberlos perdido. El canal obtuvo las licencias en alianza con Gol Perú y Movistar TV Perú para emitir dos a tres partidos a la semana, con prioridad en equipos de Lima, los cuales se emitieron los fines de semana. En 2017, los derechos fueron adquiridos por Latina Televisión. Durante el mismo año 2014, desaparece después de varios años el bumper de A Continuación el cual indicaba que contenido estaba a punto de dar inicio a su emisión diaria.
En 2015, el canal compra un terreno de 32 000 m² en el distrito de Pachacámac, que alberga cuatro estudios que funcionan con luz natural, junto con equipamiento capaz de grabar en HD y espacios para el programa Esto es guerra. Ese mismo año, América adquirió a ATV los derechos para transmitir la UEFA Champions League. De igual forma, se produce en conjunto con Del Barrio Producciones la primera telenovela peruana hecha luego de varios años, Amor de madre. Después de este éxito, se empezaría la producción de telenovelas para su emisión y distribución en el Perú y el extranjero, las cuales se emitían al principio a las 9:00pm, después a las 9:30pm. y en la actualidad a las 10pm.
A inicios del año 2016, América forma una alianza con el Grupo ATV en respuesta a Latina Televisión por agruparse con Panamericana. Esta alianza supondría que América permitiera al grupo y a los demás canales de Albavisión producir contenido desde los futuros estudios de Pachacámac. Ese mismo año, vende los derechos de transmisión a ATV de las telenovelas y series mexicanas de Televisa anteriormente vistos por América Televisión (Como dice el dicho, El Chapulín Colorado, entre otros). Desde ese mismo año en adelante, se hace más frecuente las advertencias de edad antes de continuar el programa después de los comerciales mediante bumpers: PG (Público en general), GP (Guía Paterna), 14+ (Mayores de esta edad), y 18+ (Mayores de esta edad).
El 24 de junio de 2016, se inauguran oficialmente los Estudios América en el distrito de Pachacámac, al sur de Lima.
El 9 de noviembre de 2016, inician las transmisiones de la telenovela peruana-argentina El regreso de Lucas, una coproducción internacional  de América Televisión y Telefé. Esta historia se grabó entre el 8 de octubre de 2015 hasta el 3 de junio de 2016 en diversos escenarios naturales del Perú, y estuvo protagonizada por: Ana María Orozco, Pablo Martínez, Macarena Achaga y Diego Bertie.
En el 2017, América y Latina adquirieron a ATV los derechos de emisión para televisión de señal abierta de las eliminatorias y los partidos de la selección nacional de fútbol. Ese mismo año, vende algunas de las películas de Sony Pictures a Latina Televisión.
América es miembro de la Sociedad Nacional de Radio y Televisión y de la Organización de Televisión Iberoamericana.
Desde el 22 de febrero de 2018, Grupo Plural TV y Canal N son encargados de comerciales en Perú de la cadena de televisión por cable Discovery Networks (Discovery Channel, Discovery Kids, Animal Planet, TLC, Investigation Discovery, entre otros).
El 31 de marzo de ese mismo año, Eric Jurgensen dejó el puesto de “Gerente General y Director de Programación” para pasar a ser asesor en “Contenidos y Programación.” En su reemplazo, Pablo Massi pasó a ser el nuevo gerente general.
El domingo 6 de mayo de 2018 a las 12:45 a. m., América Televisión cambia la relación de aspecto del canal en resolución estándar de 4:3 a 16:9 y pasa a reescalar la programación de la señal en alta definición directamente, dejando de usar la variante del logo con el texto "HD" que se usaba en la señal mencionada para diferenciarla con la señal estándar.
El 10 de septiembre de 2018, después de la alianza con el Grupo ATV, fue lanzado el canal de televisión América Next que reemplazó a Next TV. Emitía series, novelas y programas antiguos de América Televisión, así como noticieros y programas propios. El 1 de diciembre de 2019 América Next cesó sus transmisiones, siendo reemplazado por Global Televisión.
En 2019, al igual que pasó con Discovery Networks, América fue asignado de encargado comercial de Televisa Networks.

### Década de 2020
En mayo de 2020, América Televisión, ganó el premio Shots Awards The Americas 2020, por el comercial Beto y Elena grabado en noviembre del 2019. [cita requerida]
En agosto del mismo año, tras 41 años de emisión ininterrumpida, El Chavo del 8 sale del aire debido a un conflicto legal surgido entre Televisa y Grupo Chespirito. La suspensión fue a nivel global y no solo afectó a este programa, sino también a El Chapulín Colorado y Chespirito, que se emitían además en ATV y Global Televisión. El Chavo del 8 permaneció fuera del aire durante 5 años, hasta su reposición en junio de 2025, al igual que El Chapulín Colorado.
El 7 de noviembre de 2020, América Televisión transmitió el torneo de E-Sports Free Fire League Latinoamérica, cuya cobertura causó polémica al nivel nacional al interrumpir el certamen con la serie El Chavo animado.
En noviembre de 2020, América Televisión junto con Del Barrio Producciones ganaron el premio Effie Awards 2020, por el spot publicitario en donde un protagonista de la telenovela Señores Papis le dona sangre a un protagonista de la telenovela Ojitos Hechiceros.[cita requerida]
El 21 de febrero de 2021, falleció José Enrique Crousillat, que fuera administrador del canal, entre 1994 y 2001.
América Televisión anunció en mayo del mismo año que Radio América sería relanzada como estación tras 18 años de su cierre. La emisora contaría con el apoyo técnico de Rola Perú, empresa encargada de las operaciones de Radio Disney.[cita requerida] Comenzó sus emisiones en junio, en la frecuencia 104.7 FM.
En julio de 2021, América vende los derechos de la UEFA Champions League a ATV, junto a su canal hermano Global.
En diciembre de 2021, América anunció el regreso de la serie Al fondo hay sitio, tras 5 años de su último capítulo. El anuncio fue dado a conocer en el final de la serie De vuelta al barrio, donde estuvieron presentes los actores de la serie. En junio de 2022, se estrenó la nueva temporada de la serie.
En enero de 2022, el canal emitió un spin-off de Habacilar, tras 10 años de su cancelación, titulado Esto es Habacilar. Sin embargo, el programa recibió varias críticas y su audiencia se redujo en su segundo día de emisión en adelante. Por ende, fue cancelado tan solo un mes después de su estreno, en febrero del mismo año.
En marzo de 2022, América Televisión y Canal N invierten en la tecnología Dalet Unified News Operations, impulsada por Dalet Galaxy Five, con el objetivo de consolidar la producción y distribución de noticias de ambos canales en un solo sistema que apoya de manera integral al personal de la sala de redacción, desde casa y remotamente.
La noche del 10 de mayo de 2022, América Televisión sufrió una caída de señal mientras se transmitía el programa Esto es guerra. Esta fallo técnico también afectó a Canal N. Horas después, la señal regresó a la normalidad.
En 2022, América Televisión planeaba el lanzamiento de una señal dirigida al extranjero, América TV Internacional, que se estimaba que sería lanzada en 2023. Finalmente se estrenó el 15 de octubre del 2024.
En septiembre de 2023, Radio América cerró sus transmisiones en la frecuencia 104.7 FM, la cual pasó a ser ocupada por Radio Disney. La emisora contaba con bajos índices de audiencia y había cambiado su programación poco tiempo después de estrenarse: de poseer varios espacios de corte generalista como programas con presentadores, espacios deportivos y bloques de temática variada, eliminó después todos sus espacios para centrarse en emitir solamente música.
En febrero de 2024, la conductora Gisela Valcárcel anunció su salida del canal tras 15 años. Sin embargo, anunció que seguirá produciendo programas a través de su propia empresa GV Producciones.
El 7 de julio del mismo año, falleció Yola Polastri, que fuera conductora de programas infantiles transmitidos por América Televisión.
En noviembre del mismo año, el gerente comercial de América Televisión, Fernando Muñiz, anunció que el canal transmitirá los mundiales de fútbol del 2026 y 2030 en conjunto con sus competidores ATV y Latina Televisión.
En 2025, el canal comenzó a reestructurarse debido a que, en palabras de Fernando Muñiz, «la televisión tradicional tal y como la conocemos [va a desaparecer]», en medio del auge de las plataformas de streaming en el país. Para ello, adquirió los derechos de algunos partidos de la Copa del Rey, tras la polémica suscitada por la pérdida de los derechos de emisión de DirecTV. Posteriormente obtuvo los derechos de la Liga Femenina FPF y del corto Los Kirbos contra el bullying, creado por un grupo de niños de entre 10 y 11 años. Asimismo, adquirió los derechos para transmitir en vivo los eventos deportivos mundiales, como el Mundial de Clubes de la FIFA 2025, el Campeonato Mundial de Vóley Sub-19 (en conjunto de Latina Televisión y TV Perú) y la Copa América Femenina Ecuador 2025.
Ese año, la presidenta del consejo de administración, Maki Miró Quesada, anunció que las instalaciones del canal en Pachacamac podrían ser visitadas por estudiantes de escuelas y universidades. Estas visitas incluyen las instalaciones permanentes de las principales producciones Al fondo hay sitio y Esto es guerra. Además, la presidenta anunció la inauguración de un museo televisivo.

## Señal en alta definición

Logo para la señal HD que se usó desde 2016 hasta 2018

En noviembre de 2006, el Ministerio de Transportes y Comunicaciones publicó en el diario oficial El Peruano, una norma acerca de la implementación de la televisión digital terrestre (TDT) en el país y las bases para iniciar las transmisiones experimentales. En tal sentido, se fijó la reserva de la banda 470-698 MHz, frecuencias que corresponden a los canales 14 al 51 UHF para el desarrollo de la TDT nacional.
Más adelante, en enero de 2009, América Televisión inicia transmisiones experimentales de televisión digital a través del canal 31 UHF para Lima, usando el estándar ISDB-Tb y contando con la asesoría de técnicos japoneses y brasileños. Tres meses después, el 23 de abril, el gobierno aprueba el mencionado estándar para las transmisiones en TDT.
El 15 de abril de 2010, el MTC otorga la licencia a América para transmitir en el canal 24 UHF. Semanas después, en mayo de 2010, América lanza la señal de prueba en HD a través de dicho canal.
El 28 de febrero de 2011 se lanza oficialmente la señal en alta definición. Algunas series al aire, como Al fondo hay sitio, Tribulación y telenovelas mexicanas como Teresa y Cuando me enamoro se empiezan a emitir en esa resolución. Desde ese año, todas las producciones de ficción del canal son realizadas y emitidas en alta definición.
Meses después, la transmisión de la Copa América Argentina 2011 y los programas El gran show y A las once empiezan a ser producidos y emitidos en HD. Además, las operadoras de cable y satélite Claro TV y Movistar TV incorporan a la señal en sus respectivas grillas de canales.
Desde diciembre de 2012, los comerciales y las promociones del canal comienzan a emitirse en HD. También, desde julio de 2012, Cinescape y TEC comienzan a emitirse en HD.
En junio de 2016, por el lanzamiento del nuevo paquete gráfico del canal y el traslado a los estudios basados en Pachacámac, programas como los noticiarios (desde el 3 de junio), Esto es guerra y Al aire (desde finales de julio), entre otros comenzaron a ser producidos nativamente en HD. Recién el 28 de julio del 2017, el canal emite todo su contenido, incluyendo los reportajes y enlaces en vivo de los informativos, en alta definición para la renovación de su área informática, la cual incluye la renovación de Canal N el 14 de agosto, pero quedaron algunos programas y películas como telenovelas antiguas que todavía se emitieron en definición estándar.
Al finalizar el 2024 y comenzar el 2025, y con ello realizarse el apagón analógico en Lima y Callao (zona 1 del Plan Maestro de la implementación de TDT), América deja de ser canal 4 y podrá emitirse sólo por los canales virtuales 4.1 y 4.2 a través del Canal 24 UHF.

## Controversias y críticas al canal

### Difamación de Nicolás Lúcar a Valentín Paniagua y renuncia del área periodística
El 28 de enero de 2001, Nicolás Lúcar,  a través de su programa Tiempo nuevo, presenta un reportaje donde acusa al entonces presidente de transición del Perú, Valentín Paniagua, de haber recibido dinero de un testaferro de Vladimiro Montesinos para financiar su campaña electoral. Paniagua se sintió muy indignado con Lúcar, mediante un enlace telefónico, y el sistema informativo América noticias, que incluye a ese programa, quedó totalmente suspendido. Tras manifestaciones contra el periodista, Nicolás Lúcar perdió el prestigio ganado, ya que el propio Paniagua le acusó de «desestabilizar el Gobierno» y sus compañeros de producción exigieron disculpas públicas. Esto fue uno de los motivos, junto con la emisión de los vladivideos de José Francisco Crousillat Carreño que hicieron que se fugara junto a su padre José Enrique Crousillat a Argentina, traspasaran las acciones del canal a sus hijas y perdiera el primer lugar de sintonía frente a Panamericana Televisión.

### Supuestas irregularidades de la junta administrativa en la venta del canal
En 2010 se conformó una comisión del Congreso de la República, en que se reportaron supuestas ventas irregulares en las acciones, generando el malestar de los directivos del Canal 4 por supuesta interferencia en la libertad de expresión. Estas supuestas irregulares provinieron de la nueva junta administrativa que expulsó a la familia Crousillat. Uno de los acontecimientos reportados correspondió al acreedor de la nueva junta Banco Wiese Sudameris que transfirió su participación a La República, empresa que se enfrentó en la directiva de la familia y que su presencia fue supuestamente presionada por Alejandro Toledo. En 2011 se filtró un audio en que Jorge Mufarech y César Almeyda hablaron de la participación de las acciones en que Toledo estaría involucrado. En 2018 se difundió una carta a modo de solicitud de 2003 cuando las empresas de Plural TV llamaron a Alejandro Toledo dar información sobre el proceso.
Si bien César Hildebrandt se mostró a favor de investigar la compra de las acciones del canal por La República, una investigación de su semanario Hildebrandt en Sus Trece indicó que la denuncia de las supuestas irregularidades tuvo el apoyo de los hermanos Crousillat; el abogado del empresario José Enrique Crousillat, Jorge Antonio Castro, señaló que la insolvencia de América Televisión de la posterior directiva, que justificó la expulsión de la familia, surgió a partir de un pagaré falso. El especialista Carbonell O'Brien advirtió que la insolvencia no necesariamente termina por perder la participación del dueño que llevó a la quiebra del canal.
Una acusación contra los propietarios de la familia Mohme incluye un encuentro entre Gustavo Mohme Seminario (que se grabó antes de ser director de La República) y Vladimiro Montesinos, encuentro que fue interpretado como personal y no laboral. Este rumor fue difundido, entre otros, por el periodista Nicolás Lúcar en 2002. Un familiar de los acusados justificó las supuestas irregularidades en 2007, argumentando que no solo se beneficiaron de favores judiciales. En 2011, el Grupo La República presentó una denuncia contra José Enrique Crousillat por denuncia falsa relacionada con el proceso concursal mencionado.
El periodista Augusto Thorndike denunció en 2021, para el programa Beto a saber, que el canal de televisión prohibió a sus empleados investigar a los accionistas del canal.

### Contrato de exclusividad
América Televisión ganó fama por la exclusividad de contenido en que se prohíbe la colaboración con otros canales de televisión, que surgió a inicios de la década del 2000. Cuenta entre sus socios a Efraín Aguilar y Gisela Valcárcel. Debido a ello, figuras que participaron en medios ajenos conllevaron advertencias o sanciones por incumplimiento de contrato.
En 2009 ocurrió una rivalidad interna entre ProTV y GV Producciones y debido a la elección de Delly Madrid de Habacilar, donde participó de concursante, a El show de los sueños, en que se ausentó para participar de invitada. Luego que el presentador de Habacilar pidiera las disculpas del caso, desde entonces, ambas productoras se mantuvieron al margen a pesar de tener convenio con el canal de televisión. En 2019, la productora ProTV retiró a uno de los concursantes de El gran show, de GV, por decisión propia. Ambas productoras acordaron no incorporar sus figuras en programas ajenos para finales de ese año.
En julio de 2025, Nicole Pillman señaló que no trabajaría más para América tras saberse que la cadena de televisión se adjudicaría el control absoluto de los derechos de autor de las canciones compuestas por ella y privilegios relacionados.

### Juegos Olímpicos 2012
El 27 de julio de 2012, cuando se emitió la ceremonia de inauguración de los Juegos Olímpicos de Londres 2012, muy cerca para culminar la ceremonia, el canal interrumpió abruptamente la transmisión para dar paso al programa juvenil Esto es guerra. El hecho desató críticas severas hacia el canal por parte de los televidentes. Gonzalo Núñez pidió disculpas a los televidentes diciendo que fue interrumpido por razones ajenas. La frustración fue mayor para la audiencia que sintonizaba el evento por señal abierta, ya que los suscriptores a proveedoras de televisión pudieron apreciar la ceremonia completa por el grupo de canales ESPN o las señales de DirecTV Sports. No fue transmitida la quema de la antorcha ni el concierto de Paul McCartney. Días después, la dirección de América Televisión se vio forzada a pedir disculpas públicas después de la intervención de Indecopi, entidad que solicitó al Ministerio de Transportes y Comunicaciones que se tomen acciones legales contra la cadena de televisión. Durante los siguientes días de transmisión, los televidentes lamentaron y criticaron que no se emita la mayoría de eventos deportivos en vivo y que las transmisiones se reduzcan solo a unas horas en las mañanas con repeticiones en las tardes, pese que América Televisión había anunciado abiertamente que serían el canal oficial de los Juegos Olímpicos de Londres para el Perú.
No es la única vez que el canal ha realizado estas prácticas. En 2015, América Televisión optó por recortar la película El evangelio de la carne para dar paso a otra cinta en su programación. En 2025, el canal también censuró algunas escenas de Pantaleón y las visitadoras que se emitieron fuera del horario de protección al menor.

## Breve cronología técnica

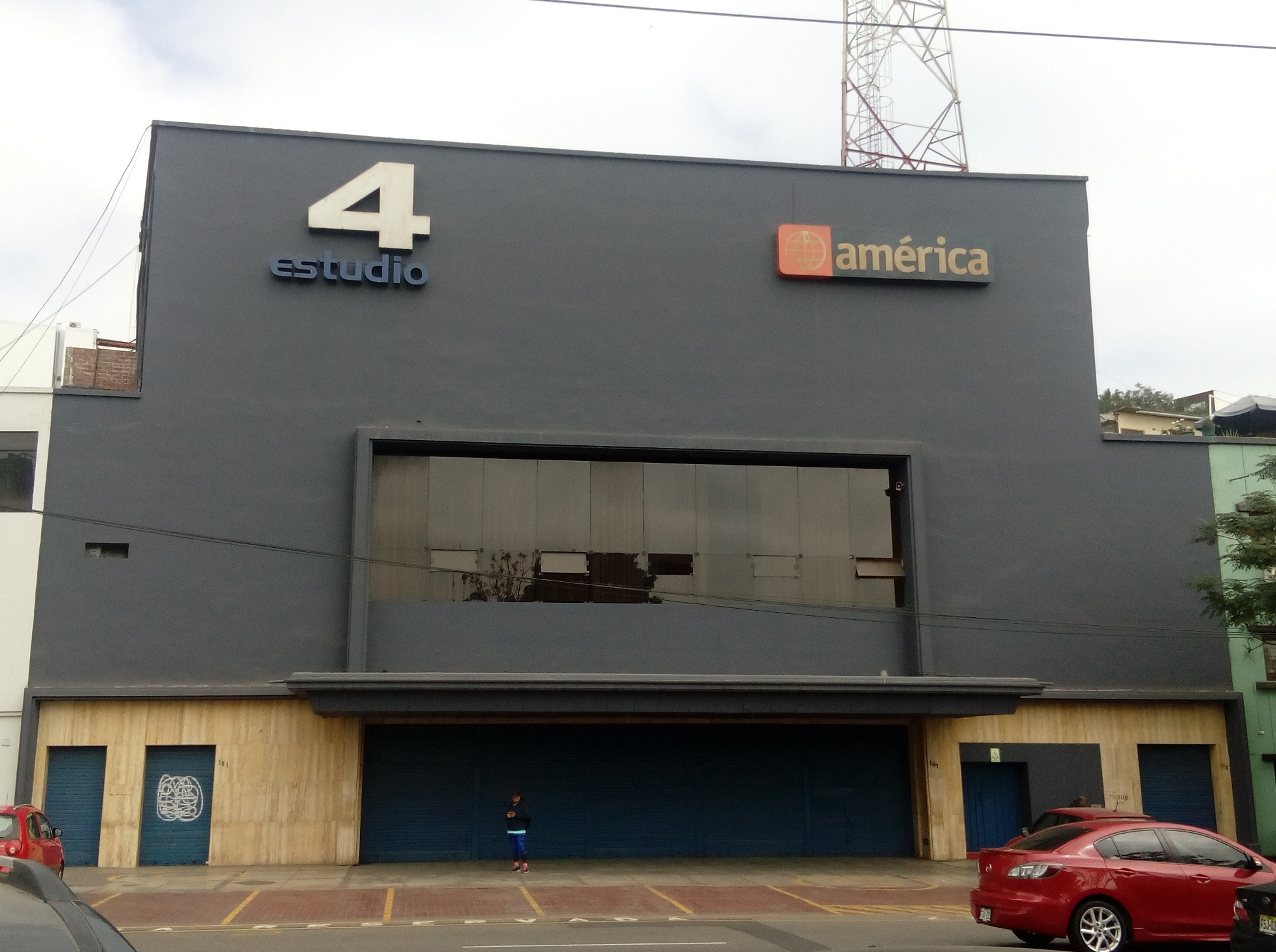
Exteriores del que fue el "Estudio 4" de América Televisión, ubicado en Barranco.

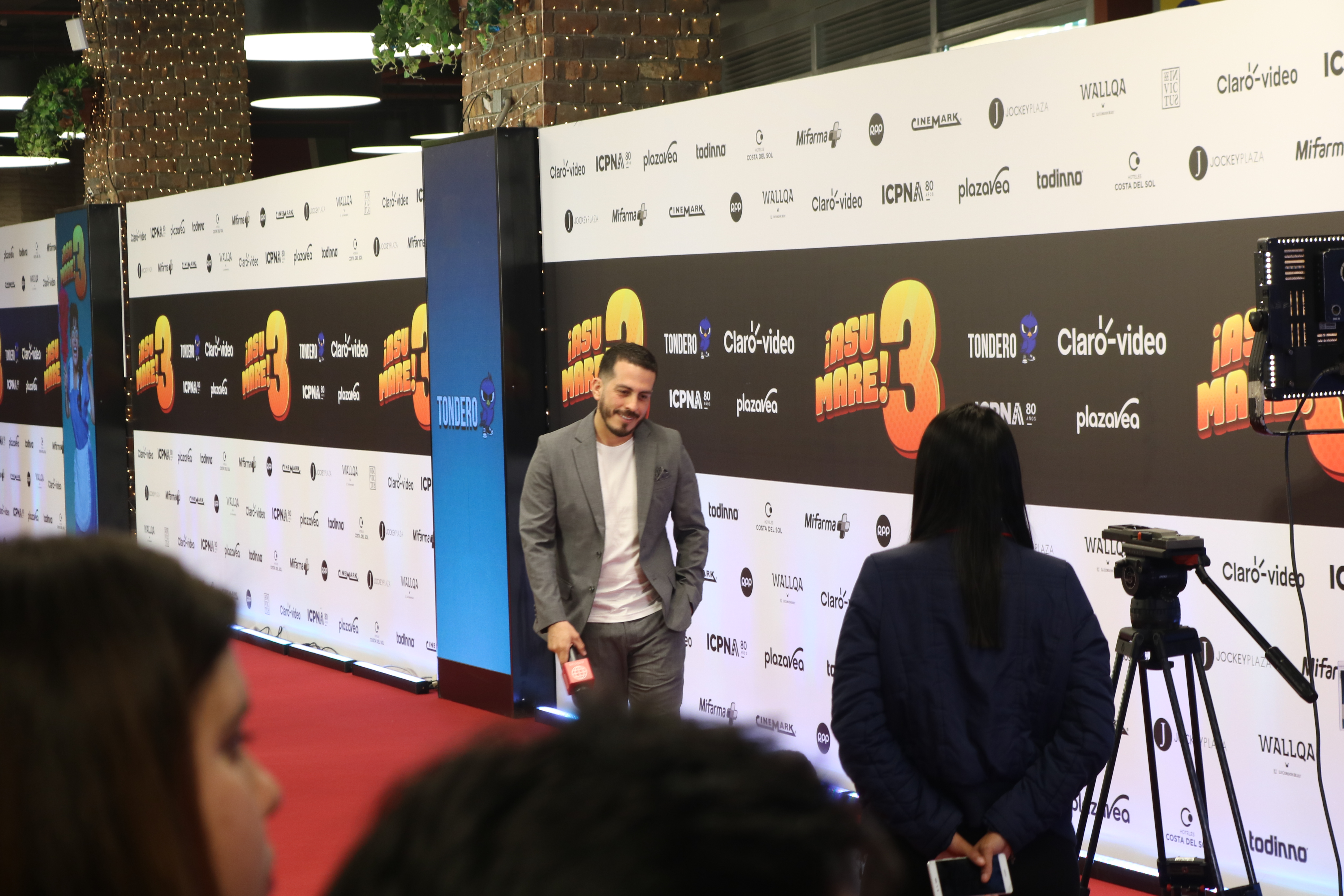
Corresponsales durante el estreno de la película ¡Asu mare! 3 en 2018.